# John Morgan (mathématicien)
Pour les articles homonymes, voir John Morgan et Morgan.
John Willard Morgan (né le 21 mars 1946) est un mathématicien américain, qui contribue aux domaines de la topologie et de la géométrie.

## Formation et carrière
Il a reçu son B. A. en 1968 et son doctorat en 1969, les deux l'Université Rice. Sa thèse de doctorat, intitulée Stable tangential homotopy equivalences, a été rédigée sous la supervision de Morton L. Curtis. Il a été professeur à l'Université de Princeton de 1969 à 1972, et un assistant professeur au MIT de 1972 à 1974. Il est membre du corps professoral à l'Université Columbia depuis 1974. En juillet 2009, il part à l'Université Stony Brook pour devenir le premier directeur du Centre Simons pour la géométrie et la physique, un centre de recherche dédié à l'interface entre les mathématiques et la physique.

## Travaux
Il a collaboré avec Gang Tian dans la vérification de la preuve apportée par Grigori Perelman pour la conjecture de Poincaré. L'équipe Morgan–Tian était l'une des trois équipes formées à cette fin ; les autres équipes étaient formées de Huai-Dong Cao et Zhu Xiping, et de Bruce Kleiner et John Lott (en). Morgan a donné une conférence plénière au Congrès International des Mathématiciens à Madrid, le 24 août 2006, déclarant qu'en 2003, « Perelman a résolu la conjecture de Poincaré ».
Avec Zoltán Szabó et Clifford Taubes il prouve en 1994 la conjecture de Thom, indépendamment de Peter Kronheimer et Tomasz Mrowka.
Il est rédacteur en chef des Inventiones Mathematicae, du Journal of the American Mathematical Society et de la revue Geometry & Topology.

## Prix et distinctions
De 1974 à 1976 il bénéficie d'une bourse Sloan. En 1986 il est conférencier invité au congrès international des mathématiciens à Berkeley (« Trees and hyperbolic geometry »).
En 2008, il est lauréat de la conférence Gauss attribuée par la Société mathématique allemande. En 2009, il a été élu à l'Académie nationale des sciences, et la même année il est lauréat du Prix Levi Conant pour Recent Progress on the Poincaré Conjecture and the Classification of 3-Manifolds. (Bulletin de l'AMS, Vol. 42, 2005, pages 57-78). En 2012, il est devenu un fellow de l'American Mathematical Society. En 2018 il est membre du comité de la Médaille Fields.

## Sélection de publications

### Articles
- Pierre Deligne, Phillip Griffiths, John Morgan, Dennis Sullivan, Real homotopy theory of Kähler manifolds, Inventiones Mathematicae 29 (1975), no. 3, 245–274. lien Math Reviews
- John W. Morgan, The algebraic topology of smooth algebraic varieties, Publications Mathématiques de l'IHÉS 48 (1978), 137–204. lien Math Reviews
- John W. Morgan, Trees and hyperbolic geometry, Proceedings of the International Congress of Mathematicians, Vol. 1, 2 (Berkeley, CA, 1986), 590–597, Amer. Math. Soc., Providence, RI, 1987. lien Math Reviews
- John W. Morgan, Zoltán Szabó, Clifford Taubes, A product formula for the Seiberg-Witten invariants and the generalized Thom conjecture, Journal of Differential Geometry 44 (1996), no. 4, 706–788. lien Math Reviews
- John W. Morgan, Recent progress on the Poincaré conjecture and the classification of 3-manifolds, Bulletin of the American Mathematical Society 42 (2005), no. 1, 57–78. lien Math Reviews

### Livres
- Quantum fields and strings: a course for mathematicians. Vol. 1, 2. Material from the Special Year on Quantum Field Theory held at the Institute for Advanced Study, Princeton, NJ, 1996–1997. Edited by Pierre Deligne, Pavel Etingof, Daniel S. Freed, Lisa Jeffrey, David Kazhdan, John W. Morgan, David R. Morrison et Edward Witten. American Mathematical Society, Providence, RI; Institute for Advanced Study (IAS), Princeton, NJ, 1999. Vol. 1: xxii+723 pp.; Vol. 2: pp. i--xxiv and 727–1501.  (ISBN 0-8218-1198-3), 81-06 (81T30 81Txx)
- Phillip A. Griffiths, John W. Morgan, "Rational homotopy theory and differential forms", Progress in Mathematics, vol. 16, Birkhäuser, Boston, MA, 1981.  (ISBN 3-7643-3041-4)[4]
- "The Smith conjecture (en)", Papers presented at the symposium held at Columbia University, New York, 1979. Edited by John W. Morgan and Hyman Bass. Pure and Applied Mathematics, vol. 112, Academic Press, Orlando, FL, 1984.  (ISBN 0-12-506980-4)
- John W. Morgan, Tomasz Mrowka, Daniel Ruberman, "The L2-moduli space and a vanishing theorem for Donaldson polynomial invariants", Monographs in Geometry and Topology, II. International Press, Cambridge, MA, 1994.  (ISBN 1-57146-006-3)
- Robert Friedman, John W. Morgan, "Smooth four-manifolds and complex surfaces", Ergebnisse der Mathematik und ihrer Grenzgebiete (en), vol. 27, Springer-Verlag, Berlin, 1994.  (ISBN 3-540-57058-6)
- John W. Morgan, "The Seiberg-Witten equations and applications to the topology of smooth four-manifolds", Mathematical Notes, vol. 44, Princeton University Press, Princeton, NJ, 1996.  (ISBN 0-691-02597-5)
- John Morgan et Gang Tian, Ricci Flow and the Poincaré Conjecture, vol. 3, Clay Mathematics Institute, coll. « Clay Mathematics Monographs », 2007, 521 p. (ISBN 978-0-8218-4328-4 et 0-8218-4328-1, lire en ligne)
- John W. Morgan et Frederick Tsz-Ho Fong, Ricci Flow and Geometrization of 3-Manifolds, coll. « University Lecture Series », 2010, 150 p. (ISBN 978-0-8218-4963-7, lire en ligne)